# Teius suquiensis
Teius suquiensis — вид ящірок родини теїдових (Teiidae). Ендемік Аргентини.

## Поширення і екологія
Teius suquiensis мешкають в центральній Аргентини, в провінціях Санта-Фе, Сантьяго-дель-Естеро, Кордова і Сан-Луїс. Вони живуть в саванах Чако. Живляться комахами.